# Alfred de Brouckère
Alfred de Brouckère (Maastricht, 19 januari 1827 - 8 augustus 1908) was een Belgisch senator.

## Levensloop
Alfred de Brouckère was de enige zoon, naast twee dochters, van minister Charles de Brouckère en Marie-Gertrude Visschers. Hij trouwde met Flora Neyt (1828-1892). Het gezin bleef kinderloos.
Na studies aan de ULB (1847-1850) trad Alfred de Brouckère in de diplomatie. Hij was achtereenvolgens:
- attaché bij de ambassade in Turijn (1850-1852),
- secretaris van de minister van Buitenlandse Zaken, zijn oom Henri de Brouckère (1852-1855),
- attaché en bureauchef bij de Directie van Buitenlandse handel (1855-1859),
- afdelingshoofd op de directie algemene politiek van het Ministerie van Buitenlandse Zaken (1860-1865).

In 1884 werd hij verkozen tot liberaal senator voor het arrondissement Brussel. Hij bleef dit mandaat uitoefenen tot in 1894. In 1893-1894 was hij ondervoorzitter van de Senaat.
Hij zetelde ook in beheerraden:
- Terres plastiques et produits réfractaires d'Andenne,
- Banque de Bruxelles.

Hij vervulde heel wat commissariaten, bij onder meer:
- Assurances l'Alliance,
- Assurances Phénix,
- Hauts-Fourneaus de Montignies-sur-Sambre,
- Compagnie générale de matériel de chemin de fer,
- Papéteries belges,
- Forges de Marchienne-au-Pont.